# Det var en gång ett krig (film)
Det var en gång ett krig (danska: Der var engang en krig) är en dansk dramafilm från 1966 i regi av Palle Kjærulff-Schmidt.

## Rollista i urval
- Ole Busck - Tim
- Kjeld Jacobsen - Tims far
- Astrid Villaume - Tims mor
- Katja Miehe-Renard - Kate
- Yvonne Ingdal - Lis
- Karen Marie Løwert - Lis mor
- Jan Heinig Hansen - Markus
- Birgit Brüel - Markus mor
- Jørgen Beck - vännen
- Henry Skjær - rektorn
- Holger Perfort - gymnastikläraren